# Mohavacris timberlakei
Mohavacris timberlakei är en insektsart som beskrevs av Rehn, J.A.G. 1948. Mohavacris timberlakei ingår i släktet Mohavacris och familjen Tanaoceridae. Inga underarter finns listade i Catalogue of Life.